# 深作欣二
深作 欣二（ふかさく きんじ、1930年7月3日 - 2003年1月12日）は、日本の映画監督・脚本家。愛称はサクさん。茨城県緑岡村出身。

## 生涯

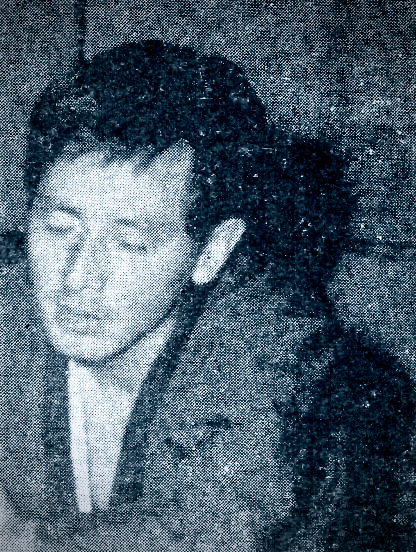
映画芸術社『映画芸術』12月号（1964年）より

6人兄弟姉妹の次男（第5子）として生まれる。茨城大学教育学部附属中学校、水戸第一高等学校、日本大学芸術学部卒業。1953年（昭和28年）に東映へ入社。
1961年（昭和36年）、千葉真一の初主演作品となる『風来坊探偵 赤い谷の惨劇』で監督デビュー。千葉とはこののち23作品でコンビを組み、ヒットを連発していく。千葉を主演に据え置き演出した『風来坊探偵シリーズ』『ファンキーハットの快男児シリーズ』、1966年（昭和41年）の『カミカゼ野郎 真昼の決斗』は、『キイハンター』（1968年 - 1973年）の土台となった作品で、『キイハンター』の企画にも関わり、第1,2,157,158,178話を演出した。
1968年の『博徒解散式』の後、東映を退社してフリーになり、松竹で『黒蜥蜴』を撮る。
日米合作『トラ・トラ・トラ!』の日本側監督を黒澤明が降板したため、後任となった舛田利雄から懇願され共同監督を引き受けたりしていたが、当時の深作は創りたい映画を東映になかなか認めてもらえず、東映に籍を置きながらにんじんプロダクションと國光影業が製作した『カミカゼ野郎 真昼の決斗』を監督していた。
1973年（昭和48年）の『仁義なき戦いシリーズ』は邦画史に残るヒットを記録。『柳生一族の陰謀』『復活の日』『魔界転生』『蒲田行進曲』『里見八犬伝』『忠臣蔵外伝 四谷怪談』『バトル・ロワイアル』など、発表した一部の映画がヒット・話題作となった。テレビ映画では前述の『キイハンター』のほか、『傷だらけの天使』、『必殺シリーズ』、『影の軍団II』などを演出している。92年の『いつかギラギラする日』では、大量の車、火薬、銃弾を消費したため、当初予算の3億円が11億円にまで膨張してしまった。
1997年（平成9年）、紫綬褒章受章。
2002年（平成14年）にはカプコンのPlayStation 2用ゲームソフト『クロックタワー3』のイベントCGムービーの監督を務め、これが撮影終了まで関わった最後の作品となった。同年9月25日、前立腺ガンの脊椎転移を公表し、『バトル・ロワイアルII 鎮魂歌』の製作を発表。12月16日からクランクインするが、21日にがんの骨転移の痛みから、放射線治療のため予定より2日早く入院。23日に定期の放射線治療、29日に体力の低下による風邪から肺炎を併発、31日に自力呼吸が困難になり、人工呼吸器を装着し、一時危篤状態になった。
2003年（平成15年）1月初頭、小康状態に回復。5日に同作のプロデューサーで長男・深作健太が監督を代行することとなった。7日、配給を担っている東映が会見を開き、健太と岡田茂(東映)が出席し、「翌月早々に復帰」と説明されたが、4日後の11日夕方には容態が悪化。妻・中原早苗と健太、菅原文太、健太から連絡を貰った渡瀬恒彦や藤原竜也が、臨終に立ち会った。12日の午前1時、死去。72歳没。
15日、築地本願寺で通夜が営まれ、喪主を務める健太が選曲した20曲が流れるなか、弔問客が献花を行った。中原早苗は終始、ハンカチを離さず悲しみの深さをうかがわせ、健太は弔問客に気丈に応対していたが、ロサンゼルスから駆けつけた千葉真一にねぎらいの言葉をかけられると、健太は涙をあふれさせていた。弔問にビートたけし・梅宮辰夫・緒形拳・津川雅彦・富司純子・三田佳子・藤真利子・渡哲也・小林稔侍・永島敏行・風間杜夫・平田満・藤原竜也・安藤政信・八名信夫・前田愛・前田亜季・竹内力・高岡早紀・薬師丸ひろ子・夏木マリ・宮本真希・柴咲コウ・加藤夏希・南果歩・渡辺えり子・松田美由紀・美輪明宏・山田洋次・崔洋一・降旗康男・沢井信一郎・奥山和由らが参列した。
翌16日の午後、同所で葬儀・告別式が執り行われた。千葉真一と、菅原文太が、それぞれ弔辞を述べ、菅原が献花したときは『仁義なき戦い』のテーマ曲がかかった。『蒲田行進曲』『バトル・ロワイアル』のテーマ曲や、深作の好きな越路吹雪の『バラ色の人生』、THE BLUE HEARTSの『1001のバイオリン』が流された。深作はフリーとなっていたが、東映は葬儀を全面的にサポートした。墓所は川崎市春秋苑。
2月7日に勲四等旭日小綬章を追贈され、1シーンしか撮れなかった遺作『バトル・ロワイアルII 鎮魂歌』は健太とともに監督としてクレジットされている。

## 作風
アクション映画やヤクザ映画以外でも、『柳生一族の陰謀』『魔界転生』などの時代劇、『火宅の人』『おもちゃ』のような文芸、『ガンマー第3号 宇宙大作戦』『宇宙からのメッセージ』『復活の日』などのSF、『忠臣蔵外伝 四谷怪談』のようなホラー映画、と幅広い作品を残している。文芸作品に取り組んでも「文芸アクション」と呼ぶ深作にとって、荒唐無稽やウソの物語をいかにリアルに仕上げるかを真骨頂にし、そのような作品では実に楽しそうに撮っていた。「いい監督にとって、役者は単なる色、絵の具でしかないという感じがするときがある。僕はそれは違うと思う。どんなに日にちがかかろうと、金が掛かろうと、芸術映画ならばいいという巨匠もいるが、僕は映画を衰退させたのは、そういう巨匠にも責任があると思う」と語っている。
日本のみならず世界でも劇場公開されており、クエンティン・タランティーノやジョン・ウーらは崇拝していることを明言している。全作品のうち『ファンキーハットの快男児』と『おもちゃ』以外のすべての作品で人の死を描いているが、戦争という巨大な暴力を体験したことで「暴力を描くことで暴力を否定しよう」という考えが根底にあり、決して暴力を肯定していた訳でなく、だからこそ様々な批判を受けても最後まで作風を変えなかった。「私も戦中派のしっぽにぶら下がっているが、今の人間のありようには、エネルギーのようなものが感じられない。平和は結構なことだが、その中で人間が衰弱してしまっているのではないか」と最後の作品でも暴力描写にこだわり、闇市の中で自ら体験した「生きることへの希望」を、再び現代社会に訴えようとした。
当時、旧制中学校に在学していた彼は、学徒動員によって茨城県ひたちなか市の軍需工場で働いていた。年齢的には、現在の中学3年生にあたる。その折、米軍の艦砲射撃により友人が命を落とし、彼自身が散乱した遺体の一部をかき集めるという凄惨な体験をした。この出来事を通して、「国家」への根深い不信感、そして自分たちを戦場に駆り立てた「大人たち」への憎しみが芽生えたという。深作は、そうした感情が自身の人格形成の根底にあり、それがバトルロワイヤルを制作する動機となったと語っている。

## 人物
深作作品には欠かせない存在だった千葉真一にとって、深作はかけがえのない師匠であり盟友だった。千葉が1990年代からハリウッドに拠点を移していた際に「（千葉が）まだ独りでロサンゼルスに住んでいたころにわざわざ来てくれてね。そのころまだ自炊をしていたので、自分で作った料理を食べてもらったんです。『おい、いつの間にこんなに料理がうまくなったんだ（笑い）』って言われましたよ。滞在中は映画の話をたくさんしました」と述懐している。千葉はインタビューの際、最も尊敬する映画監督である深作を世界で活躍してほしかったこともあり、キンジ・フカサクと敬意をこめて呼んでいる。
干されていた室田日出男、大部屋でくすぶっていた川谷拓三・志賀勝らを抜擢し、ピラニア軍団として知らしめた。福本清三は「監督は大部屋俳優の名前を覚えてくれず、『そこ』、『おい』程度でしか呼ばれないが、深作監督はわしら大部屋俳優でも名前で呼んでくれた」と証言している。初めて東映京都撮影所で演出した際には殺陣師・擬斗師がいるにもかかわらず、自ら殺陣や擬斗を細かく指示し、福本ら大部屋俳優のシーンにも綿密にリハーサルをしたので大部屋俳優たちに驚かれた。映画の打ち上げ時に福本は「スターさんにあまり言わないで、なぜわしら（大部屋俳優）に細かく指示するのか？自分たちは撃たれる時も殺される時も、かっこよくできる」と思わず質問。深作は「（大部屋俳優には）台本も渡されてないから、なぜ殺されるのか、殺された後、組がどうなるか、状況や背景を説明してるんだよ。映画はスターだけじゃなく、映っているみんなが主役なんだ。スターさんがどんなに一生懸命でも、スクリーンの片隅にいる奴が遊んでいたら、その絵は死んでしまう。だから同じ子分でも、それぞれが個性を出して殺されてほしいから、うるさいだろうけど、細かく指示を出すんだよ」と諭した。福本は「この人、ただもんでないわ」と唸り、それまで大部屋俳優として幾度となく殺されてきたため、慣れ・自信・奢りがあったかもしれないと、反省したという。福本はこれ以降、与えられた役をとにかく一生懸命にやろうと転機になったと述べている。
小山内美江子は同い年で“サク”と呼んでいる。小山内がスクリプターをしていた頃に、助監督をしていた深作と出会った。助監督は何でもやらされるから忙しいのに、その合間に脚本書いていたので、その姿勢を見直したという。池袋で映画を観て、ラーメンを食べながら互いに感想を語り、汁を飛ばしながら夢中に話す深作が脳裏に浮かぶと振り返った。近藤照男・小山内・佐藤純彌を含めた4人はウマが合い、時々会って、付き合いを続けていたと小山内は回想している。
夜型で徹夜が平気な体質を持ち、深夜になっても撮影に入らない凝り性で、スタッフが疲弊することが多く、苗字になぞらえて「深夜作業組」と呼ばれるほどテストやリハーサルが長かった。また映画『ファンキーハットの快男児』から始めた手持ちカメラはその後の数々の作品で導入され、ストップモーションやナレーションを効果的に使った作品を生み出してきた。時に脚本を変えてしまうことから、『仁義なき戦い』では笠原和夫から監督登用に拒まれたこともあった。製作者として深作と関わった角川春樹は「論理より感覚で撮る人で、凝り性」と述べている。
自主製作的なことは一切行わなず、門下の中田新一は著書『奔れ！助監督』で、監督は自分の金を映画に一銭も出してはいけないと教えられたと記している。どうしても撮りたい企画があった場合は、東映の外で出資してくれるプロダクションを探すという姿勢だった。その関係で、1970年前後に共産党系のプロダクションで何本か監督しているが、党員ではなく特にシンパ活動などは行っていない。『仁義なき戦い』などはむしろ山田和夫ら共産党系の評論家に叩かれたぐらいである。しかし、フリーとしての活動はかならずしも順調ではなく、40代で24本、50代で10本の映画を監督した深作も、60代では3本の映画しか撮れなかった。
サム・ペキンパーのファンで、『ビリー・ザ・キッド/21才の生涯』を好きな映画に挙げている。ペキンパーが『戦争のはらわた』のプロモーションのためにジェームズ・コバーンと共に来日し、『独占!男の時間』に出演していると、泥酔した川谷拓三が乱入してきた。川谷も深作同様にペキンパーのファンだが、ペキンパーが監督した映画「『ゲッタウェイ』!!!」と吠えながら握手をして、「ペキンパー、深作欣二と勝負せんかい!」と叫んでいた。
2000年公開の映画『バトル・ロワイアル』を制作する際、WOWOWの代表番号に深作監督本人が出資依頼の電話をし、取次ぎ先に困った受付担当者が松橋真三に相談したことで縁を持った。松橋は『バトル・ロワイアル』には協力プロデューサーとして参画し、映画プロデューサーの道を歩み始める。

## 作品
※は脚本兼。☆は脚本のみ。★は編集兼。＊は構成兼。

### 映画
- 風来坊探偵シリーズ（1961年、ニュー東映）
  - 風来坊探偵 赤い谷の惨劇
  - 風来坊探偵 岬を渡る黒い風
- ファンキーハットの快男児シリーズ（1961年、ニュー東映）
  - ファンキーハットの快男児
  - ファンキーハットの快男児 二千万円の腕
- 白昼の無頼漢（1961年、ニュー東映）
- 誇り高き挑戦（1962年、東映）
- ギャング対Gメン（1962年、東映）
- ギャング同盟（1963年、東映）
- ジャコ萬と鉄（1964年、東映）
- 狼と豚と人間（1964年、東映）※
- 脅迫 （おどし）（1966年、東映）※
- 顔役（1965年、東映）☆
- カミカゼ野郎 真昼の決斗（1966年、にんじんプロダクション / 國光影業）※
- 北海の暴れ竜（1966年、東映）
- 解散式（1967年、東映）※
- 博徒解散式（1968年、東映）
- 黒蜥蜴（1968年、松竹）※
- 恐喝こそわが人生（1968年、松竹）
- ガンマー第3号 宇宙大作戦（1968年、東映 / ラム・フィルム / MGM）
- 黒薔薇の館（1969年、松竹）※
- 日本暴力団 組長（1969年、東映）※
- 血染の代紋（1970年、東映）※
- 君が若者なら（1970年、新星映画 / 文学座）※
- トラ・トラ・トラ! 1970年、20世紀フォックス）
- 博徒外人部隊（1971年、東映）※
- 軍旗はためく下に（1972年、東宝 / 新星映画） ※
- 現代やくざ 人斬り与太（1972年、東映） ※
- 人斬り与太 狂犬三兄弟（1972年、東映）
- 仁義なき戦いシリーズ（東映）
  - 仁義なき戦い（1973年）
  - 仁義なき戦い 広島死闘篇（1973年）
  - 仁義なき戦い 代理戦争（1973年）
  - 仁義なき戦い 頂上作戦（1974年）
  - 仁義なき戦い 完結篇（1974年）
  - 仁義なき戦い 総集篇（1980年）★
- 新仁義なき戦いシリーズ 東映）
  - 新仁義なき戦い（1974年）
  - 新仁義なき戦い 組長の首（1975年）
  - 新仁義なき戦い 組長最後の日（1976年）
- 仁義の墓場（1975年、東映）
- 県警対組織暴力（1975年、東映）
- 資金源強奪（1975年、東映）
- 暴走パニック 大激突（1976年、東映）※
- やくざの墓場 くちなしの花（1976年、東映）
- 北陸代理戦争（1977年、東映）
- ドーベルマン刑事（1977年、東映）
- 柳生一族の陰謀（1978年、東映）※
- 宇宙からのメッセージ（1978年、東映 / 東北新社）
- 赤穂城断絶（1978年、東映）
- 復活の日（1980年、角川春樹事務所 / TBS）※
- 青春の門（1981年、東映）
- 魔界転生（1981年、角川春樹事務所 / 東映）※
- 道頓堀川（1982年、松竹）※
- 蒲田行進曲（1982年、松竹 / 角川春樹事務所）
- 人生劇場（1983年、東映）※
- 里見八犬伝（1983年、角川春樹事務所）※
- 上海バンスキング（1984年、松竹 / 西武流通グループ / シネセゾン / ANB）※
- 火宅の人（1986年、東映）※
- 必殺4 恨みはらします（1987年、松竹 / ABC）※
- 華の乱（1988年、東映）※
- いつかギラギラする日（1992年、NTV / バンダイ / 松竹第一興行）
- 忠臣蔵外伝 四谷怪談（1994年、松竹）※
- おもちゃ（1999年、東映 / ライジングプロダクション）
- バトル・ロワイアルシリーズ
  - バトル・ロワイアル（2000年、バトル・ロワイアル製作委員会）
  - バトル・ロワイアル【特別篇】（2001年、バトル・ロワイアル製作委員会）
  - バトル・ロワイアルII 鎮魂歌（2003年、東映）

### テレビ映画
- スパイキャッチャーJ3 （1965年、NET）
  - 第1話 「SOSポラリス潜水艦 前編」
  - 第2話 「SOSポラリス潜水艦 後編」
- キイハンター (TBS)
  - 第1話「裏切りのブルース」（1968年）
  - 第2話「非常の唇」（1968年）
  - 第157話「キイハンター 皆殺し作戦」(1971年)
  - 第158話「現金と舌を切られた女」(1971年)
  - 第178話「南の国へヌードで新婚珍道中」(1971年)
- ザ・ガードマン 第326話「年上の妻の華麗な犯罪」（1971年、TBS）
- 必殺仕掛人 (ABC)
  - 第1話「仕掛けて仕損じなし」（1972年）
  - 第2話「暗闘仕掛人殺し」（1972年）
  - 第24話「士農工商大仕掛け」（1973年）
- アイフル大作戦 第31話「メロメロお色気大作戦」（1973年、TBS）
- バーディ大作戦 第1話「連続ピストル強盗団」（1974年、TBS）
- 傷だらけの天使（1974年、NTV）
  - 第1話「宝石泥棒に子守唄を」（1974年）
  - 第3話「ヌードダンサーに愛の炎を」（1974年）
- 影同心 第18話「濡れた女の殺し節」（1975年、MBS）
- Gメン'75 (TBS)
  - 第16話「Gメン皆殺しの予告」1975年）
  - 第20話「背番号3長島対Gメン」（1975年）
  - 第85話「'77元旦　デカ部屋ぶっ飛ぶ！」（1977年）
  - 第354話「吾輩は人喰猫である」（1982年）
- 柳生一族の陰謀 第1話「将軍毒殺」（1978年、KTV）
- 影の軍団II 第1話「眼には眼を」（1981年、KTV）
- 黒い館の女 （1982年、ANB）
- ダブル・パニック'90 ロス警察大捜査線（1990年、ANB）
- 阿部一族（1995年、CX）

### 演劇
- 仁義なき戦い 金子信雄プロデュース新演劇公演（1974年、紀伊國屋ホール）
- バラエティショウ ピラニア十六匹大行進 ピラニア軍団公演（1977年、御堂会館） ＊
- 柳生十兵衛 魔界転生（1981年、新宿コマ劇場）

### 企画･監修
- ゆかいな海賊大冒険
  - 1982年8月7日 - 9月12日、新宿コマ劇場
  - 1983年3月25日 - 4月14日、梅田コマ劇場
  - 1984年3月24日 - 4月17日、新宿コマ劇場）
- 酔いどれ公爵 （1985年4月1日 - 29日、新宿コマ劇場）
- リメインズ 美しき勇者たち（1990年、松竹 / サニー千葉エンタープライズ / JTB / 京都映画）

### ドラマ・ドキュメンタリー・ゲーム
ドラマ
- 泣いてたまるか (TBS)
  - 第48話 「先生週刊誌にのる」（1967年）

ドキュメンタリー
- 20世紀末黙示録 もの食う人びと（1997年、NBN）

ゲーム
- クロックタワー3（2002年、ムービー演出）

## 出演
- 人間の証明（1977年、角川春樹事務所）- 渋江警部補
- 柳生一族の陰謀 第34話「やわ肌の秘密」（1979年、KTV）- 深海欣十郎
- RAMPO 奥山バージョン（1994年、松竹）- 巨匠

## 血族

### 著名な血族
- 祖父：深作浅次郎 - 第4・7・10代緑岡村村長[33][34]、東茨城郡郡会議員[35][2]
- 大叔父：深作安文 - 浅次郎の弟[36]、東京帝国大学文学部教授、倫理学者、水戸学研究者
- 従叔父：深作守文 - 安文の長男、東京都立大学人文学部教授、倫理学者[37][38][39]
- 父：深作雄太郎（1881－1974[40]） - 浅次郎の長男、農業技師、第17代緑岡村村長[2][34]。東京帝国大学農科実科卒業後、千葉県香取農学校校長、福島県・茨城県技手を経て、1912年より茨城県技師[41]。
- 母・まつ（1892-） ‐ 笠間銀行頭取、笠間電気社長・木村信義の四女。まつの兄に日本画家の木村武山[42]。
- 兄：深作哲太郎 - 雄太郎の長男[2]、林業技師[43]
- 従兄弟：深作清次郎[44][45] - 右翼、政治活動家
- 妻・中原早苗 ‐ 女優
- 子：深作健太[46] - 欣二の長男、映画監督、演出家、脚本家
- 従甥孫：深作ヘスス[47][48] - 清次郎の孫、衆議院議員

### 逸話
- 父の雄太郎は、故郷・緑岡村の地主で、かつ東京帝国大学農学部を卒業した農業技師という、当時の富裕層かつエリートだった[2]。映画監督として有名になってからも、父は欣二に対し、地元に戻って農業を継ぐように度々催促した。結局、両親の臨終には立ち会えなかった[49][50]。
- 兄の哲太郎とは12歳離れており、欣二に物心がついた時には、既に進学のために上京していた。このため、兄と一緒に暮らしたのは、終戦から兄が復員した後の数年間のみだった。哲太郎の没後、「芸で食っていくのは大変だぞ」と励まされた事など、兄の思い出を手記に寄せている[43]。
- 姉（雄太郎の三女）は、大成建設の社長となった藤田武雄の長男に嫁いだ[51][52]。

## 書籍

### 著書
- 深作欣二、高野育郎『仁義なきバトル・ロワイアル』アスペクト（原著2000年12月）。ISBN 4757208103。
- 深作欣二『映画監督 深作欣二』ワイズ出版、2003年7月12日。ISBN 489830155X。
- 深作欣二 著、映像塾プロジェクト 編『深作欣二 ラスト・メッセージ』シネマハウス（原著2005-1-15）。ISBN 4434055011。

### 評伝
- 一坂太郎『フカサクを観よ　深作欣二監督全映画ガイド』青志社、2018年1月
- 春日太一責任編集『深作欣二　文藝別冊』河出書房新社、2021年9月